# Eduard Calvet i Pintó
Eduard Calvet i Pintó (Barcelona, 10 de febrer de 1875 - 2 d'agost de 1917) fou un empresari i polític català, diputat a les Corts Espanyoles durant la restauració borbònica.

## Biografia
Eduard Emili Ildefons Calvet i Pintó va néixer al carrer Governador de Barcelona el 10 de febrer de 1875, fill de Pere Màrtir Calvet i Carbonell, de Sant Genís de Vilassar, i de la seva esposa Juliana Pintó i Roldós, de la mateixa població. La seva família posseïa una fàbrica de teixits de cotó al carrer Canuda de Barcelona, de la que des del 1896 se n'encarregà. Malgrat les seves idees republicanes, el 1906 fou nomenat vicepresident de la secció barcelonina de la Lliga Regionalista i a les eleccions generals espanyoles de 1907 fou elegit diputat pel districte d'Arenys de Mar dins les llistes de la Solidaritat Catalana. El 1908, però, ingressà al Centre Nacionalista Republicà i fou membre del consell d'administració del diari El Poble Català, de l'Associació Protectora de l'Ensenyança Catalana i de l'Associació de Viatjants de Catalunya.
El 1910 ingressà a la nova Unió Federal Nacionalista Republicana. No es va presentar a la reelecció a les eleccions de 1910 i es dedicà a les tasques empresarials. Com a vocal de la Federació Internacional Cotonera, va organitzar el Congrés Internacional Cotoner de Barcelona el 1911 i el 1912 fou nomenat president de la patronal Foment del Treball Nacional. El 1914 fou nomenat senador per Tarragona i va intervenir en la solució de les vagues del tèxtil i del ferrocarril d'aquell any, alhora que intentava fomentar la signatura d'un tractat de comerç entre Espanya i Cuba. Va morir d'una penosa malaltia el mateix dia en què també ho feia Enric Prat de la Riba. Té un carrer dedicat a Vilassar de Dalt.